# Zvířata (film)
Zvířata (v originále Animals) je španělský hraný film z roku 2012, který režíroval Marçal Forés podle vlastního scénáře. Hlavním hrdinou je student Pol, který si tajně povídá se svým plyšovým medvídkem. Snímek měl světovou premiéru na Mezinárodním filmovém festivalu v San Sebastiánu dne 27. září 2012.

## Děj
17letý Pol studuje na anglické střední škole. Po smrti rodičů žije se svým starším bratrem Llorençem, který pracuje jako policista. Pol kamarádí se spolužáky Laiou a Markem, ale jeho největším přítelem je plyšový medvídek, s kterým mluví anglicky. Llorenç si proto dělá starosti o Polovo duševní zdraví. Do školy nastoupí nový student Ikari, který se s nikým nestýká kromě spolužačky Clary. Pol je jím fascinován a chtěl by se dostat do jeho blízkosti. Poklidný život na venkově rozvíří autonehoda, po které je v jezeře objeveno auto Clary, ale její tělo nikoliv. Pol se sblíží s Ikarem a svého medvídka utopí v jezeře. Po školní oslavě Halloweena se rozhodne jej opět z jezera vytáhnout.

## Obsazení
| Oriol Pla            | Pol       |
| Augustus Prew        | Ikari     |
| Dimitri Leonidas     | Mark      |
| Roser Tapias         | Laia      |
| Javier Beltrán       | Llorenç   |
| Martin Freeman       | Albert    |
| Maria Rodríguez Soto | Clara     |
| Katia Klein          | Silvia    |
| Mia Lacostena        | Sara      |
| Anaïs López          | Mar       |
| Alba Ribas           | Laura     |
| Paula Malia          | Mar       |
| Pep Jové             | inspektor |
| Brian Brennan        | ředitel   |
| Iñaki Martínez       | John      |